# シシガシラ (お笑いコンビ)
シシガシラは、吉本興業（東京本社）所属のお笑いコンビ。2018年6月結成。M-1グランプリ2023ファイナリスト。

## メンバー
参照:
浜中 英昌（はまなか ひでまさ、1984年1月21日（41歳） - ） - ボケ（ネタによってはツッコミ）担当。立ち位置は向かって左。ヒゲの方。
- 東京都葛飾区出身。千葉商科大学商経学部経済学科卒業[5]。
- 身長171 cm、体重76 kg。血液型B型。
- NSC東京校13期出身。
- かつては「わさび」「爆裂天国」や、同期のむとパンとのコンビ「春夏秋冬」として活動[6]。
- 趣味はサッカー、フットサル、釣り、素潜り、ゴルフ、スノーボード。
- 特技は釣り人あるある、リフティング、早起き。
- 通常の水を一口飲むだけで「浜中水」に変身させることができる。

脇田（わきた、1981年10月23日（43歳） - ）ツッコミ（ネタによってはボケ）担当。立ち位置は向かって右。ハゲの方。
- 本名および旧芸名は、脇田 浩幸（わきた ひろゆき）。
- 鹿児島県霧島市出身。鹿児島工業高等専門学校を2留した末、鹿児島県立開陽高等学校を卒業[7][8]。
- 身長158 cm、体重75 kg。血液型A型。
- NSC東京校12期出身。
- 23歳からハゲ始める。
- かつては幼馴染とのコンビ「ヨコハマローズ」や[8]、荻原由貴とのコンビ「ヨコハマホームラン」として活動。「ヨコハマホームラン」時代の芸名は「脇田球場」だった[9]。
- 趣味は映画鑑賞、DIY、サイクリング。
- 特技は竹馬、ヘアゴム飛ばし。ワープロ検定3級所持。
- M-1グランプリ2017には「タイガーシンガー」「ベルサイド」の2つのユニットで出場した[10][11]。

## 来歴・概要
脇田は2016年、浜中は2017年に組んでいたコンビを解散。解散後、脇田は「イジってもイジワルに見えない、イジワルが似合う人」を探しており、嶋田修平（シマッシュレコード）に相談すると「浜中やろ」と言われ、もともと一緒に遊んだりしていたこともあり、「条件に合うな」と思いコンビに誘う。
しかし浜中は若い人と組んでポップなことをしたいと思っていたため、いったん断る。その後、「仮だったらいいですよ」と浜中が連絡し仮コンビ「脇田浜中」を結成。当初はハゲネタをせず、カゲヤマが主催のライブ『ねたログ』にのみ出演していたが、演者へのネタ見せで「ハゲやんないんですか？絶対ハゲでしょ」と言われハゲネタを作成したところそのネタが良く、正式なコンビ結成に至った。
現在のコンビを結成後はM-1グランプリ2018にて初出場ながら準々決勝まで進出。以後2019年、2020年、2021年、2022年も準々決勝へ進出した。2021年、2022年にはマイナビ Laughter Nightグランドチャンピオン大会に進出。2021年12月、ムゲンダイユースカップで優勝し、ヨシモト∞ホールの看板芸人である「ムゲンダイレギュラー」入り。2023年には初めてM-1グランプリの準決勝に進出したが敗退。しかし、その年からルール変更された敗者復活戦で見事勝利し、決勝戦に初進出。結果は9位となった。

## エピソード
- コンビ名はタバやん。(カゲヤマ)がキンギョの一種であるオランダシシガシラから命名した[14][15]。

## 芸風
主にしゃべくり漫才。脇田のハゲをイジるハゲネタがメインだが、台本のしっかりしている凝った構成で村上純（しずる）は「インテリジェンスが漂う新しいハゲ漫才」と評している。

## 賞レースなどの戦績

### M-1グランプリ
| 年度（回）       | 結果         | エントリー No. | 会場              | 日程     | 備考           |
| ---------------- | ------------ | -------------- | ----------------- | -------- | -------------- |
| 2018年（第14回） | 準々決勝進出 | 1314           | NEW PIER HALL     | 11月6日  |                |
| 2019年（第15回） | 準々決勝進出 | 1396           | NEW PIER HALL     | 11月19日 |                |
| 2020年（第16回） | 準々決勝進出 | 1692           | NEW PIER HALL     | 11月17日 |                |
| 2021年（第17回） | 準々決勝進出 | 842            | ルミネtheよしもと | 11月16日 |                |
| 2022年（第18回） | 準々決勝進出 | 1766           | ルミネtheよしもと | 11月16日 |                |
| 2023年（第19回） | 決勝9位      | 2055           | テレビ朝日        | 12月24日 | 敗者復活組     |
| 2024年（第20回） | 準決勝進出   | 2436           | NEW PIER HALL     | 12月5日  | 敗者復活戦敗退 |

### その他
- 2021年 マイナビ Laughter Night 第7回グランドチャンピオン大会 - 決勝進出
- 2022年 マイナビ Laughter Night 第8回グランドチャンピオン大会 - 決勝進出
- 2024年 第9回上方漫才協会大賞 文芸部門賞

## 出演

### テレビ
- ネタ祭り!2021春!!（ABCテレビ・テレビ朝日、2021年3月1日）[16]
- ネタパレ（フジテレビ、2021年10月8日）[17]
- ザ・ベストワン（TBSテレビ、2021年11月12日[18]、12月24日[19]、2022年2月11日[20]）
- いろはに千鳥（テレビ埼玉、2022年2月1日、5月3日、10日）[21][22]
- Cheeky's Cast 3 シシガシラのチーキーマン （BSよしもと、2022年3月22日〈21日深夜〉 - 9月27日〈26日深夜〉）[23]
- 野田さん!こんなゲームはいかがでしょう?（朝日放送テレビ、2022年3月27日） - 脇田のみ、ナレーション
- Y-Tube大賞（BSよしもと、2022年10月 - 2023年6月 ）- 第1、3月曜日MC[24]
- THE MANZAI 2022 プレマスターズ（フジテレビ、2022年11月27日）[25]
- アナタは知らない…ギョーカイ知名度100%?さん（SBSテレビ、2024年9月1日）- 鬼越トマホーク・坂井が体調不良のため、フォルムが似ている脇田が代役

### ラジオ
- マイナビ Laughter Night（TBSラジオ、2020年4月24日[26]・12月18日[27]、2022年6月17日[28]、2023年3月17日[29]）
- シシガシラのピピパピパ放送局（Podcast・Spotify、2021年2月15日 -）[30]毎週水曜日更新
- GERA×漫才至上主義（お笑いラジオアプリGERA、2022年11月16日）[31]